# Vaie
Vaie (Vaje o Vàjes in piemontese e in francoprovenzale, Vaye in francese) è un comune italiano di 1 356 abitanti della città metropolitana di Torino, in Piemonte. Fa parte dell’Unione Montana Bassa Valle di Susa.
Fino al 1937 era denominato “Vayes”. Il nome fu italianizzato dal regime fascista e non venne più variato, come invece accaduto per molti Comuni di lingua francoprovenzale.

## Geografia
Vaie fa parte del territorio delle Alpi Cozie. Naturale proseguimento del Parco Orsiera Rocciavré,  la montagna di Vaie, spartiacque con la Val Sangone, raggiunge la sua altezza massima al picco di Roccia Corba (mt 1477).
La cresta montana del paese è percorsa dal Sentiero dei Franchi, un itinerario che collega l'Alta Valle di Susa, tramite le creste delle montagne sulla destra orografica della Dora Riparia, alla Sacra di San Michele. Tutte le borgate del Comune (Folatone, Mura e Molè) sono attraversate dal sentiero che è frequentatissimo non solo d'estate, ma anche nei periodi climaticamente meno favorevoli.
Secondo la tradizione, la Borgata Mura (situata in un punto panoramico degno di nota) è il luogo da cui si dipartivano le Mura Longobarde, storico confine con il Regno dei Franchi e zona di passaggio strategico (Battaglia delle Chiuse, anno 776). Questo tratto del Sentiero dei Franchi permette di visitare, oltre alle borgate, alcuni dei luoghi paesaggisticamente più suggestivi della zona: Il Truc, il Colle Remondetto, Roccia Corba (da poco attrezzata con 4 vie di arrampicata) e il Colle Bione, tutto nel corso della stessa giornata.

Lungo la via Francigena, (che è un tratto incantevole della “Ciclostrada della Valle di Susa”), si trovano l'antica cava di gneiss granitico, le cui origini risalgono al Rinascimento, ed il noto sito archeologico di località Baità, detto ‘Riparo Rumiano’ dal nome di colui che nel 1890 ne fu lo scopritore: le ricerche effettuate successivamente dagli archeologi portarono alla luce numerosi manufatti in pietra levigata, oltre a molti frammenti in ceramica.

Il piccolo sito è oggi l'anima del Percorso archeologico didattico che si snoda attraverso i bellissimi boschi di castagno, prosegue fino allo stagno ai piedi del Santuario di San Pancrazio per poi terminare al Museo Laboratorio della Preistoria, allestito dal Centro Archeologia Sperimentale Torino nella Palazzina dell'Antico Municipio. Recentemente il Percorso Archeologico è stato arricchito dal Percorso Natura e dalla deviazione che porta alla Parete delle Macine, ricordo tangibile delle attività estrattive di un tempo.
Nel fondovalle sorgono i nuovi quartieri e scorre il Canale Cantarana. Forse di origine medievale, il Cantarana ha caratterizzato nei secoli il territorio, con funzioni agricole e di regimentazione delle acque, ma anche di alimentazione per opifici e mulini idraulici.

## Storia
Vaie ha origini antichissime, essendo frequentato dall’uomo a partire dal Neolitico. A lungo considerato fra i principali ritrovamenti del Piemonte occidentale, il sito archeologico di Vaie viene oggi individuato come possibile luogo strategico di scambi culturali e commerciali sulle vie transalpine fin dalla preistoria.
Terra di transito nel Mondo Antico, la Valle di Susa continuò ad esserlo anche dopo la decadenza dell’Impero Romano e la cristianizzazione dei territori: un corridoio per alterne vicende, nelle quali i protagonisti della storia europea utilizzarono ampiamente i percorsi della Via Francigena.
Il mondo carolingio ebbe dal 726 il proprio avamposto nel monastero della Novalesa . Fino al 773, anno della battaglia fra Carlo Magno e Desiderio, le Chiuse d’Italia (presso le quali sorge Vaie) furono quindi la frontiera tra il mondo franco e quello longobardo.
Vaga, Baes, Villa, Vadiarum, Vayes (anche Vajes) sono, nel tempo, i nomi della località di cui si ha riscontro. Il nome Vaionaces attribuito agli abitanti risale probabilmente ad epoca anteriore al X secolo.
Nel 1029, con la fondazione del monastero di S. Giusto in Susa, Vaie divenne terra di confine fra le due potenti abbazie. Su Vaie prevalse la giurisdizione della Sacra S. Michele, con la successiva dominazione dei Savoia, e proprio all'evangelizzazione dei monaci clusini nel secolo XI potrebbe essere dovuta la prima chiesa di Vaie, il priorato di Santa Maria ad Vadiarum.
Nei secoli, transiti di eserciti, scorrerie ed una insostenibile pressione tributaria descrivono un mondo rurale in estrema indigenza. Del 1677 è l’edificazione del vecchio Municicipio, oggi sede del Museo Laboratorio della Preistoria.
Tale diffusa povertà perdurò fino ai primi del a lungo, ma anche a Vaie e con il XX secolo, comparvero i segni di una nuova epoca: nascevano le fabbriche e, con esse,  il mondo operaio. A partire dal 1870, con l’incremento delle Ferrovie e l’apertura del traforo del Fréjus, si affermò quindi rapidamente la nuova civiltà industriale. Di questi anni, si citano il sensibile incremento demografico e le nuove forme di mutuo soccorso, in un contesto tuttavia segnato da marcati bisogni sociali e dal fenomeno dell'emigrazione.
Favorito anche dai nuovi sistemi di trasporto, a Vaie si verificò un nuovo impulso della lavorazione dello gneiss. Attiva da secoli, forse già in età romana e medievale, la cava di Vaie balzò agli onori delle cronache a fine ‘800, con i celebri ritrovamenti archeologici. Furono infatti gli scalpellini a scoprire numerosi manufatti litici e ceramici. Gli scavi del 1900-1901 confermarono l’importanza archeologica dei reperti, collocabili fra il Neolitico e l’Età del Rame. Dal 2001 a Vaie è attivo il Museo Laboratorio della Preistoria.

## Monumenti e luoghi d'interesse
- Chiesa di Santa Margherita: Di fattura ottocentesca ed impianto neoclassico, conserva integri affreschi, arredi e dipinti. Custodisce una copia del Battesimo di Cristo opera di Andrea del Verrocchio, realizzata dall'artista pittore-scultore Salvatore Vitale nell'anno 2009
- Santuario di S.Pancrazio: Ancora oggi meta di tanti pellegrini, sorge su una suggestiva altura dominante il fondovalle. Di aspetto settecentesco, le tracce della sua origine romanica (secolo XI) sono visibili sia nell’abside che nel campanile.
- Museo Laboratorio della Preistoria: propone la conoscenza delle tecnologie antiche: materiali, manufatti, lavoro e vita quotidiana nella preistoria.  Avvicina alle origini della Valle di Susa e, mediante una documentata serie di pannelli illustrati, espone la collezione di ricostruzioni sperimentali e calchi. Dispone di una sezione tattile. Oltre alle aperture ordinarie, visite guidate ed ampia offerta didattica/divulgativa: laboratori, corsi sperimentali e dimostrazioni tecnologiche
- Le Acque e le Fontane di Vaie: Il paese  è noto da sempre per l’eccellenza delle acque: purezza e leggerezza rendono l'acqua di Vaie particolarmente adatta al benessere delle funzioni renali. Oggi sono dieci le fontane in pietra testimoni della preziosa risorsa e, ogni giorno, numerose persone vi attingono. La Fontana adibita al rifornimento, situata all’imbocco di Via Martiri della Libertà, è intitolata alle Sorgenti Montane del Penturetto.
- Il centro storico: una breve passeggiata per scoprire il borgo: lasciata l’auto sulla Piazza del Priore, si trova subito, a lato della Parrocchiale, la “Fontana della Piazza”. Di qui, si può proseguire sulla Via di Francia verso Chiusa S. Michele. Per raggiungere il promontorio di S. Pancrazio, al primo incrocio svoltare a destra. Prima della salita alla chiesa, un’ampia strada acciottolata consente di scendere al Museo e ritornare al punto di partenza.
- Percorso Archeologico e Parete delle Macine: di interesse storico, archeologico e naturalistico il sentiero si diparte dalla Via di Francia, raggiunge il Riparo sotto Roccia “Rumiano” (IV millennio a.C.) e i resti di “Baità” (con ricostruzione sperimentale di una capanna neolitica). I boschi e la zona palustre consentono ampi riferimenti all’habitat preistorico. Percorso montano, dura un’ora circa e termina al Museo. È consigliabile visita guidata. Per la “Parete delle Macine”, spettacolare segno del lavoro di antichi scalpellini, la visita guidata è indispensabile.

## Società

### Evoluzione demografica
Abitanti censiti

### Etnie e minoranze straniere
Secondo i dati ISTAT al 31 dicembre 2009 la popolazione straniera residente era di 82 persone. Le nazionalità maggiormente rappresentate in base alla loro percentuale sul totale della popolazione residente erano:
- Romania
- Marocco

## Amministrazione
| Periodo | Periodo   | Primo cittadino   | Partito      | Carica  | Note |
| ------- | --------- | ----------------- | ------------ | ------- | ---- |
| 2004    | 2009      | Lionello Gioberto | lista civica | Sindaco |      |
| 2009    | 2014      | Lionello Gioberto | lista civica | Sindaco |      |
| 2014    | in carica | Enzo Merini       | lista civica | Sindaco |      |

### Altre informazioni amministrative
Il comune faceva parte della Comunità Montana Valle Susa e Val Sangone ed è poi entrato nell'Unione Montana Bassa Valle di Susa.

## Cultura

### Eventi
- Festa di S. Pancrazio e Sagra del Canestrello di Vaie: ricorrono il 2º fine settimana di maggio. Il sabato sera, una fiaccolata attraversa le vie del paese e sale al Santuario: quadri viventi in costume antico romano celebrano il martirio del Santo. La domenica: Sagra del Canestrello, il dolce tipico di Vaie.
- Giornate della Preistoria: organizzate dal Museo Laboratorio, si svolgono di norma due volte l’anno: una la domenica della Sagra, l’altra nella Giornata del Patrimonio Archeologico Valle Susa. Oltre alle visite guidate al Museo e al Percorso Archeologico, si svolgono dimostrazioni tecnologiche, laboratori specialistici (Centro Archeologia Sperimentale Torino), laboratori per bambini (Associazione Basta Poco) ed incontri tematici.

### Pubblicazioni

#### Preistoria
- Taramelli Antonio, “Tracce dell’uomo neolitico in Valle di Susa”, Bollettino di Paleontologia Italiana, anno XXIII, 1903
- Taramelli Antonio, “La stazione neolitica Rumiano a Vayes in Valle di Susa, Bollettino di Paleontologia Italiana, anno XXIX, 1907
- Doro Augusto, “Nuove ricerche sui neolitici di Vayes (Piemonte)”, Natura, anno XXX, 1939 e Segusium XX, 1984
- Bertone Aureliano, “Aspetti del Neolitico in Valle di Susa (Alpi Cozie-Torino). Revisioni e recenti rinvenimenti”, Istituto Italiano di Preistoria e Protostoria, Atti della XXVI riunione scientifica, 1987
- Si segnalano le opere di Marica Venturino Gambari su Neolitico ed Eneolitico in Piemonte

#### Storia locale
- Del Vecchio Piero, “La cava dei Fratelli Pent a Vaie”, Università della Terza Età S. Antonino e Vaie, Quaderno n° 7, 2002
- Del Vecchio Piero (a cura di ), “Vayes dall’Età del Bronzo al Novecento: storia e memoria di una comunità della bassa Valle di Susa”, Morra 2004
- Del Vecchio Piero, “L'acqua contesa. Storia del canale Cantarana e del suo consorzio”, Graffio 2010
- Unitre S. Antonino, “Lontane radici. Vaie, 60 secoli di storia”, Graffio 2010
- Gaj Giorgio, Giglini Wilma, “ Vaie - Un Museo per le Alpi Cozie. Il Museo Laboratorio della Preistoria”, Graffio 2012

#### Toponomastica locale
- Tonda Adriano, Atlante Toponomastico del Piemonte Montano: VAIE, Regione Piemonte, Istituto dell’Atlante Linguistico Italiano Torino, 2018

### Cucina

#### Il Canestrello di Vaie
Il dolce tipico di Vaie deve il suo nome al disegno dello stampo, che ha affinità col verbo piemontese “canesterlè”, cioè ingraticolare con canne, come fanno i giardinieri piantando nel terreno due corsie di canne trasversalmente opposte, a mo' di griglia.
Il canestrello, piccolo dolce ottenuto cuocendo palline di impasto in speciali ferri a tenaglia riscaldati sulla fiamma, è un biscotto che può avere forme e spessori diversi, a volte anche sapori differenti: dal cacao alla nocciola, dal miele al cocco, ma anche nella sua versione più tradizionale ha l'inconfondibile aroma della scorza di limone grattugiata.
Il suo profumo fragrante aleggia nei giorni di festa tra le case di diversi paesi valsusini, quelli, per intenderci, che sono situati sul lato più “ombroso” della bassa Valle di Susa, luoghi dove questo dolce tipico da secoli gioca il ruolo del protagonista sulle mense familiari nei giorni festivi.
I Canestrelli sono buoni da soli, ottimi con il latte, il tè ed anche col vino (ad esempio con il Lambrusco o col Vin Santo); la particolarità di questi dolci è tale e tanto famosa nella nostra regione che il Brofferio, poeta piemontese vissuto nella prima metà dell'Ottocento dedicò questi versi al Cuciniere del Conte di Cavour particolarmente bravo a prepararli: “Evviva il dio dei Canastrelli! Lux perpetua luceat ei…”.
Il Comune di Vaie, per tutelare e meglio promuovere il prodotto, ha nel 2002 depositato un Marchio Collettivo di Qualità il cui uso è stato concesso ai tre laboratori artigianali locali che producono canestrelli.
Il marchio riproduce la stilizzazione del Canestrello e del Santuario di San Pancrazio (il santo al quale la popolazione si rivolse per scampare il tifo nel 1878).
Nel periodo della Festa di San Pancrazio (seconda settimana di maggio) a partire dal 1998 si svolge la Sagra del Canestrello, occasione ideale per ritrovarsi tra produttori ed estimatori del tipico dolcetto al sapore di scorza di limone.
A partire dal 2002 la Sagra è entrata a far parte di “Gustovalsusa”, il circuito di eventi legati ai prodotti tipici valsusini promosso dalla Comunità Montana Bassa Valle di Susa e Val Cenischia, dall'ATL “Montagnedoc” e dalla Provincia di Torino. Tra le altre iniziative di “Gustovalsusa” ricordiamo la Sagra del Marrone di Villarfocchiardo, la Fiera della Toma di Condove e il Concorso enologico di Borgone.
Nell'ottobre 2004 il Canestrello di Vaie è stato inserito nel Paniere dei prodotti tipici della Provincia di Torino assieme ai canestrelli prodotti nei paesi del basso Canadese.
(Giovanni Vialardi, pasticcere personale di Carlo Alberto e Vittorio Emanuele II di Savoia, La ricetta storica dei “Canestrelli alla piemontese”)